# Dalbergia bakeri
Dalbergia bakeri är en ärtväxtart som beskrevs av John Gilbert Baker. Dalbergia bakeri ingår i släktet Dalbergia, och familjen ärtväxter. Inga underarter finns listade i Catalogue of Life.